# بريان بوريدج
قائد القوات الجوية المشير السيد براين كيفن هو ضابط سلاح الجو الملكي المتقاعد كان بوريدج في القيادة العامة للقوات البريطانية في اطارة عملية تيليك خلال غزو العراق عام 2003.

## السيرة الذاتية
انضم بريان بوريدجفي سلاح الجو الملكي كطالب ضابط في الجامعة (كعضو في جامعة كامبريدج) بتكليف من قبل سلاح الجو الملكي في 24 أيلول 1967 وكان طيارا مع خلفية التشغيلية في دور الدوريات البحرية، العاملين في رقم 206 و 120.
تمت ترقيته إلى رتبة ضابط طيار في 15 تموز عام 1970، ليحلق ضابط في 15 كانون الثاني عام 1971، ملازم أول رحلة في 13 نيسان 1972 إلى قائد سرب في 1 تموز 1972 إلى قائد الجناح يوم 1 يوليو 1985. وفي عام 1986 حضر البحرية الملكية ذهبت كلية الموظفين ومن ثم في وقت لاحق من ذلك العام إلى قيادة وحدة التحويل التشغيلي نمرود. ترقيته إلى قائد مجموعة في عام 1990، أصبح قائد سلاح الجو الملكي البريطاني.
من 1992 خدم في وزارة الدفاع، في البداية منصب نائب مدير عقيدة القوة (سلاح الجو الملكي) وأصبح في وقت لاحق مدير تطوير القوة في هيئة الأركان المركزية قبل ان تتم موظف موظفين الرئيسي لرئيس هيئة أركان الدفاع في عام 1994 في المرتبة الهواء الكومودور. في عام 1997 حضر برنامج الإدارة العليا مكتب مجلس الوزراء ومن ثم في وقت لاحق هذا العام أصبح الدفاع زميل في كلية كينغز في لندن. في عام 1998، حضر دورة القيادة والأركان العليا ترقيته إلى نائب المارشال الجوي في 1 تموز 1998. وفي يناير 2000 أصبح القائد من الخدمات كلية القيادة والأركان المشتركة،. في 12 فبراير 2002، تمت ترقيته إلى مشير في سلاح الجو وعين نائب القائد العام للقوات المسلحة.
كان بوريدج في القيادة العامة للقوات البريطانية في إطار عملية تيليك خلال غزو العراق عام 2003. في يونيو 2003، ظهر بوريدج أمام لجنة الدفاع، وقال نواب من التأخير في توزيع معدات للقوات في العراق ودوره في الاعتراض على غارات جوية مثيرة للجدل بينما كان في القيادة في العراق. تم تعيينه قائدا فارس وسام حمام «البسالة والخدمات المتميزة بينما على العمليات في العراق خلال الفترة 19 مارس - 19 أبريل لعام 2003» في 31 تشرين الأول عام 2003.
في يوليو 2003 أصبح بوريدج قائد العام للقوات المسلحة للجو تقاعد عام 2006. في 18 يناير عام 2006 مع رتبة قائد القوات الجوية مددت لجنته في الاحتياطي إلى يناير 2015.